# Elise Schmidt

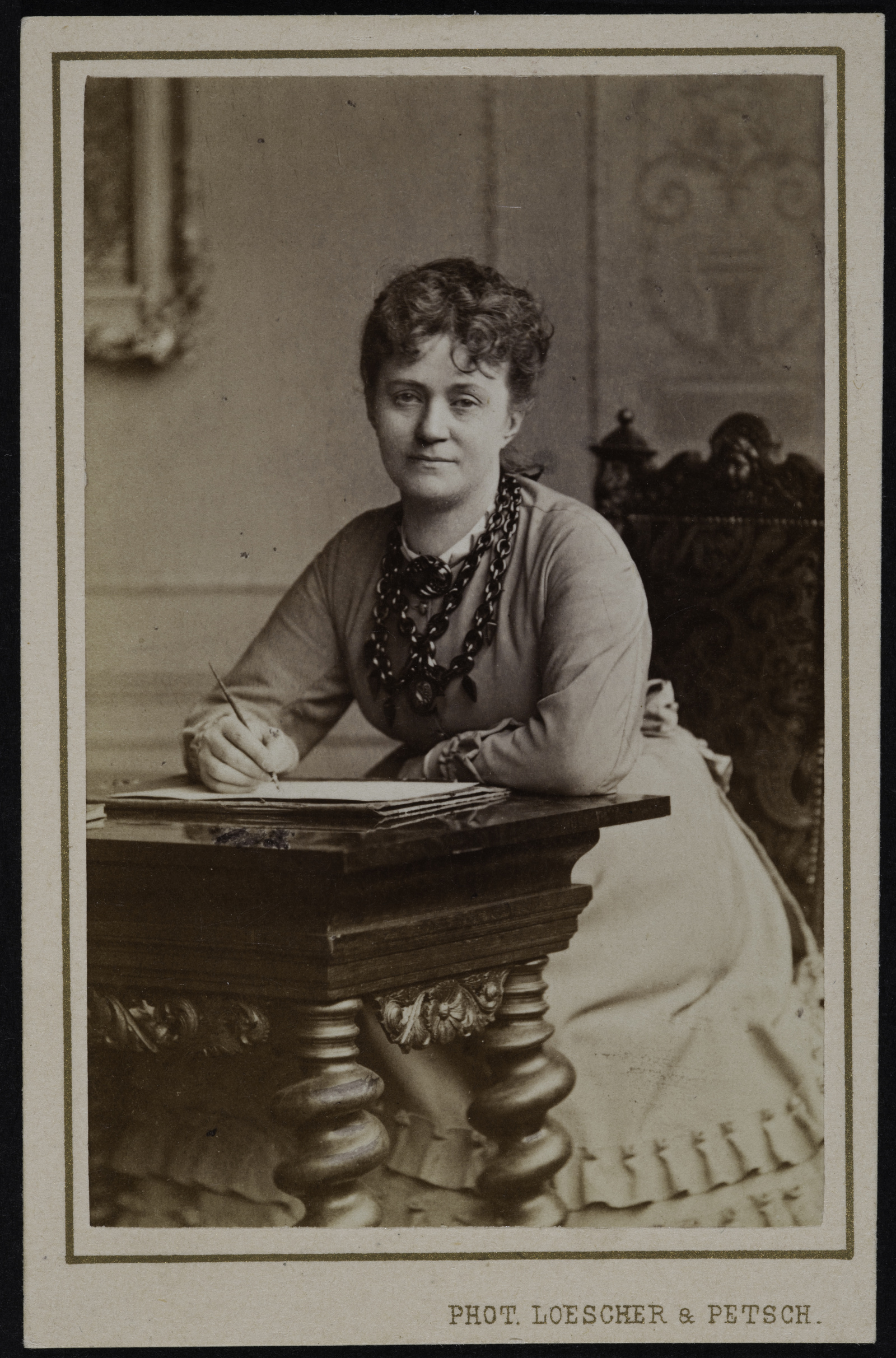
Porträtfotografie von Elise Schmidt, Aufnahme von Loescher & Petsch, Berlin, vor Oktober 1870

Elise Schmidt (geb. 1. Oktober 1824 in Berlin; gest. 29. Dezember 1902 ebenda) war eine deutsche Schauspielerin, Schriftstellerin, Dichterin, Übersetzerin (aus dem Alt-Griechischen) und Rezitatorin.

## Lebensweg

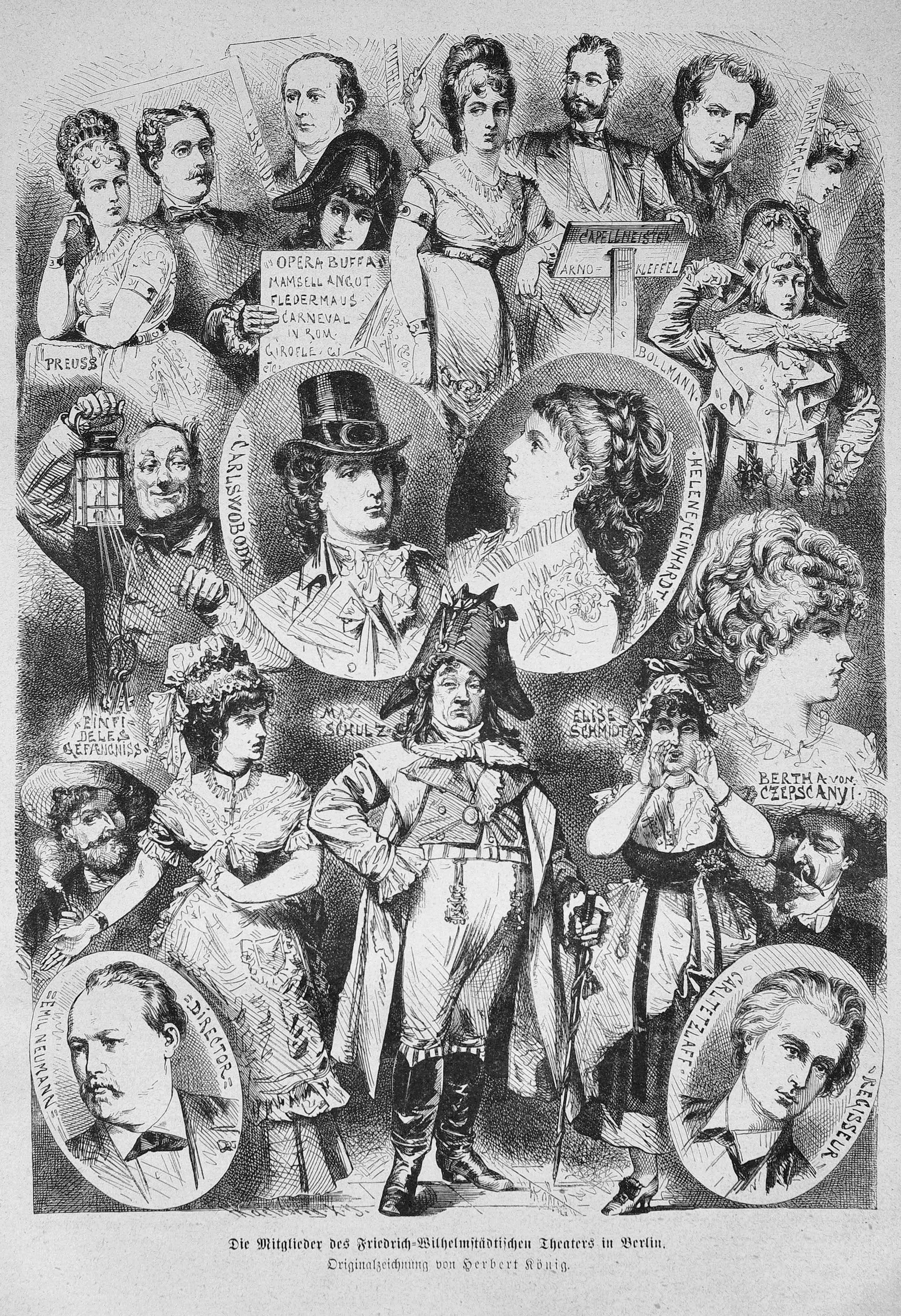
Mitglieder des Friedrich-Wilhelmstädtischen Theaters in Berlin; unten rechts: Elise Schmidt. Originalzeichnung von Herbert König, aus: Die Gartenlaube, 1875, Heft 45, S. 753

Elise Schmidt wurde als Tochter eines Kaufmanns in Berlin geboren. Sie nahm schon in ihrem 12. Lebensjahr Schauspielunterricht und hatte 1838, mit nur 14 Jahren, ihr Debüt als Schauspielerin. Sie erhielt sofort ein Engagement an der Bühne in Dessau, wo sie jedoch nicht lange blieb. Sie war an verschiedenen deutschsprachigen Bühnen tätig, unter anderem am Friedrich-Wilhelmstädtischen Theater in Berlin, ferner in Frankfurt an der Oder, Stettin, Pressburg (heute: Bratislava), Prag, Lemberg (heute: Lwiw), am Hoftheater in München sowie in Wien. Gelobt wurde unter anderem ihr Talent für komische Rollen.
Im Jahr 1844 wurde Schmidt von der österreichischen Porträt- und Genremalerin Elisabeth Modell (1820–1865) porträtiert, mit der sie auch befreundet war.
Nach Ausbruch der 1848er-Revolution folgte Schmidt einem Ruf nach Breslau ans dortige Theater.
Nach elf Jahren als Schauspielerin nahm Elise Schmidt im Jahr 1849 ihren Bühnenabschied und kehrte nach Berlin zurück. Fortan war sie als Schriftstellerin, Dichterin, Übersetzerin (aus dem Alt-Griechischen), Rezitatorin, Erzählerin, Romanautorin und Verfasserin von Bühnenstücken tätig. Sie übersetzte unter anderem Prometheus (1855) und Agamemnon (1857) von Aischylos, Elektra (1857) und Die Bacchantinen (1869) von Euripides, Oedipus in Kolonos von Sophokles (1857) und Die Vögel (1869) von Aristophanes. Literarisch galt Schmidt als Schülerin von Friedrich Hebbel (1813–1863).
Schmidt lernte die Schriftstellerin und Musikerin Aline von Schlichtkrull (1832–1863) kennen, die im Frühjahr 1853 – gegen den Willen ihrer Eltern – in eine gemeinschaftliche Wohnung zu Elise Schmidt zog. In dieser Zeit kümmerte sich Elise Schmidt als Pflegerin um die 1851 mit einem Zehnjahresvertrag an die Berliner Hofbühnen verpflichtete Schauspielerin Auguste Bernhard (1825–1860), die infolge eines Rückenmarksleidens zunehmend an Lähmungserscheinungen litt und erblindete. Als Auguste Bernhard nach siebenjährigem Leiden starb, unterzeichnete sie deren Todesanzeige.
Im Jahr 1855 begann Elise Schmidt ihre bekannt gewordenen Vorlesungen antiker griechischer Dramen, bei denen ihre Freundin Aline von Schlichtkrull selbstgeschaffene musikalische Kompositionen vortrug. Die beiden Freundinnen führten ihr erfolgreiches Programm unter anderem in Berlin, Hamburg, London, Frankfurt am Main, München, Leipzig, Königsberg (Preußen) und Danzig auf. Wahrscheinlich im Jahr 1856 waren Elise Schmidt und Aline von Schlichtkrull in London.
Aline von Schlichtkrull erkrankte schwer. Es kam zum Zerwürfnis mit ihrer Familie, die die Trennung Alines von ihrer Freundin Elise und die Rückkehr Alines auf das elterliche Gut Engelswacht verlangte. Dieser Forderung kam von Schlichtkrull vorübergehend nach.
Im März 1863 starb Aline von Schlichtkrull im Alter von nur 30 Jahren. Nach dem Tod ihrer Freundin setzte Elise Schmidt ihre Vorlesungen griechischer Dramen aus. Sie lebte in Berlin oder Potsdam.
Elise Schmidt war mit dem Theaterkritiker Heinrich Theodor Rötscher (1802–1871) befreundet.
Vor Oktober 1870 wurde Elise Schmidt im Berliner Fotostudio Loescher & Petsch fotografiert.
Im Jahr 1872 zog Elise Schmidt nach Thüringen, nach Berka an der Ilm, wo sie sich für einige Jahrzehnte ihren Studien und der Poesie widmete.
1888 erschien Schmidts Buch Die Quadriga, ihre Zeit und ihre Meister, Nach historischen Quellen und Familien-Erinnerungen in Berlin. Schmidt war weitläufig mit dem Berliner Kupferschmied Emanuel Ernst Jury (1756–?) verwandt, der die Quadriga auf dem Brandenburger Tor schuf.
1896 hielt Schmidt einen Vortrag über Dante Alighieri in den Lehrerinnenvereinen von Darmstadt und Mannheim.
Zuletzt lebte Elise Schmidt wieder in Berlin, wo sie am 29. Dezember 1902 im Alter von 78 Jahren starb.

## Werke
in der Reihenfolge ihres Erscheinens:
- Paganini. Melodrama. 1846.[10]
- Peter der Große und sein Sohn. 1854, Digitalisat ULB Münster
- Prometheus. Von Aeschylos. Übersetzung. 1855.
- Drei Dramen. („Der Genius und die Gesellschaft“, „Macchiavelli“, „Peter der Große und sein Sohn“.)  Berlin 1856.
- Zeitgenossen. Roman. 3 Bände. Janke, Berlin 1856. (Digitalisat Band 1)
- Agamemnon. Von Aeschylos. Übersetzung. 1857.
- Elektra. Von Euripides. Übersetzung. 1857.
- Oedipus in Kolonos. Von Sophokles. Übersetzung. 1857.
- Brandenburg's Erster Friedrich : Geschichtlich-vaterländisches Schauspiel in fünf Akten. Bloch, Berlin 1861. (Digitalisat)
- Bacchantinen. Von Euripides. Übersetzung. 1869.
- Die Vögel. Von Aristophanes. Übersetzung. 1869
- Judas Ischarioth. Ein dramatisches Gedicht in fünf Abtheilungen. Allgemeine deutsche Verlagsanstalt, Berlin 1851. (Digitalisat)
- Stein und Napoleon. Drama. 1870.[11]
- Die Quadriga, ihre Zeit und ihre Meister, Nach historischen Quellen und Familien-Erinnerungen. Berlin, 1888.

## Trivia
In einem Brief von Juni 1856 an Lina Dunker bezeichnete der Schweizer Dichter und Politiker Gottfried Keller (1819–1890) Elise Schmidt und Aline von Schlichtkrull als „Schrullen Gottes“.
Elise Schmidt wurden „schon frühzeitig außerordentliche geistige Fähigkeiten und eine seltene Hinneigung zu allem Dramatischen“ nachgesagt.